# Leif ”Lillen” Liljegren
Leif Eric Liljegren, känd som Leif ”Lillen” Liljegren, född 11 juni 1960 i Skarpnäcks församling, Stockholm, är en svensk musiker och kompositör.
Leif ”Lillen” Liljegren var den ena av gitarristerna i Treat tillsammans med Anders "Gary" Wikström på 1980-talet. Han spelade på deras tre första skivor och hade innan Treat spelat i The Boys, KSMB och Heavy Load.

### Webbkällor
- Leif "Lillen" Liljegren i Svensk Filmdatabas (med tidigare felaktiga födelsedatumet 580530).